# Альдабра
Альдабра — кораловий атол в Індійському океані, у Мозамбіцькій протоці.
Цей, другий за розміром атол у світі (після Кіритіматі), фактично незаселений людьми і загальновідомий передовсім своєю ендемічною фауною, завдяки якій Альдабра є природним заповідником світового значення.
За свій тваринний світ острів з 1982 року відноситься до місць світової спадщини ЮНЕСКО.
Політично, Альдабра належить Сейшельським островам.

## Географія
Острів розташований за 1056 кілометрів від Мае, столичного острова Сейшелів, розташований ближче до узбережжя Африки, за 400 кілометрів на північний-захід від Мадагаскару та на такій же відстані від Коморських островів. 
Атол належить до групи Альдабра, однієї з островних груп Зовнішніх островів Сейшел, які в свою чергу включають острів Успіння та атоли Астов і Космоледо.
За розмірами атол сягає 34 км завдовжки та 14,5 км завширшки, виступаючи над рівнем моря до 8 м. Загальна площа суші 155,4 км², яка відгороджує простору лагуну, площею 224 км², яка зменшується на третину під час відпливу.
Атол сформований кільцем із чотирьох більших островів (проти годинникової стрілки): Північного острова, або Гранд-Тер (Grand Terre) - 116,1 км², Малабара чи Мідл-айленд (Middle Island) - 26,8 км², Полімні (Polymnieli чи Polymnie Island) - 4,75 км², та Пікара (Picard) чи Вест-айленд (West Island) - 9,4 км².
Крім  того, є близько сорока  дрібних островів і скель, переважно розташованих всередині лагуни, за  винятком кількох дуже  маленьких острівців у західній протоці між островами Гранд-Тер та Полімні, найбільшим із них є Їлот Маньян. Найбільші острови лагуни Іль Мішель (Michael Island), на сході (0,34  км²) та Іль Еспріт (Spirit Island), на заході (0,41 км ²).
Острови складені із вапнякових підвищень, піщаних дюн і пляжів із залишків коралових рифів.

## Природа

### Флора
Близько 2 тисяч гектарів острова вкриті мангровими хащами. 

### Фауна
Рептилії
Черепахи
На Альдабрі мешкає найбільша популяція велетенських черепах (Testudinidae) у світі, числом коло 100 000. Черепахи належать до ендемічного виду - альдабрська черепаха (Dipsochelys dussumieri ). Креольською мовою цю черепаху називають kare чи torti d’ter. Своєю назвою велетенська слонова черепаха завдячує самцям, що в період гону гудуть, наче слони, приваблюючи черепах .
Серед інших видів черепах тут мешкають зелена морська черепаха і яструбодзьоба черепаха.
Бронзовоокий гекон (Aeluronyx), англійською "Bronze gecko" чи креольською "Lezar ver" (Зелена ящірка), вміє вислизати з хижака, залишаючи в його лапах не хвоста, а геть усю свою шкіру. На Альдабрі гекони використовують черепах: умостившись на панцирі, гекон полює на мух, приваблених запахом черепахи.
Птахи
Альдабрський пастушок (Dryolimnas cuvieri aldabranus), креольською "Tyomityo", останній нелітаючий птах басейну Індійського океану. Належить до родини пастушкові. Птах дуже допитливий, дає до себе наблизитись. Креольска назва походить із суахілі й означає «злодюжка», адже птаха має звичку красти дрібні  предмети. ЇЇ виманюють із кущів, де вона зазвичай ховається, постукуючи двома  кісточками.
Ставкова мадагаскарська чапля (Ardeola idae), креольською "Gas", розмножується  тільки на Мадагаскарі та Альдабрі, де промишляє на крабів у лагуні.
Єгипетська чапля (Bubulcus ibis), креольською "Madanm Paton". Ця чапля впадає у вічі на будь-якому сейшельському смітнику. Її європейські назви означають «пастушка», оскільки вона постійно крутиться поблизу коров'ячих стад, поїдаючи комах. Те ж вона робить і на Сейшелах, а от на Альдабрі приноровилася полювати на мух, що постійно кружляють навколо черепах. Походження креольської назви «мадам Патон» невідоме.
Священний ібіс (Theskiornis aethiopica abbotti). Обожнюваний стародавніми  єгиптянами білий птах із чорним хвостом, шиєю та дзьобом і блакитними очима. Дуже допитливий, сміливо підходить  до людей.
Фламінго (Phoenicopterus ruber roseus), креольською "Flamant". Представники виду на Сейшелах зустрічаються лише на Альдабрі. Дуже боязкі, не дають людині до себе наблизитися. Скоріше за все вони тут не розмножуються.
Сейшельська нектарниця (Nectarinia dussumieri), креольською Kolibri. На Сейшелах колібрі немає, а нектар квітучих кущів збирають подібні до них нектарниці, споріднені із синицями. Їх можна побачити у місті Вікторія, у лісах на всіх гранітних островах та на Альдабрі.
Олуша (Sula), креольською "Fou bet". Червононогі олуші даються до рук. Вони – головні постачальники гуано. За 5 років 1 000 цих птахів виробляє 5 тонн гуано. Гніздяться на Альдабрі та Саут-Айленді (архіпелаг Фаркуар). При подразненні гортані вони відригують їжу, чим користуються грабіжники-фрегати.
Риби 
Акула-молот (Sphyrna mokarran). Риба-молот вирощує свою молодь в лагуні Альдабри, яка в сезон аж кишить маленькими акулами. Може бути небезпечною для плавців, яких віднесло відпливом.

## Виноски
1. ↑  * Назва в офіційному англомовному списку
2. ↑  Carpin, Sarah,(1998) Seychelles, Odyssey Guides, p. 161, The Guidebook Company Limited, Retrieved on June 22, 2008
3. ↑  База даних "EMYSystem" із вивчення та збереження черепах. Архів оригіналу за 26 вересня 2008. Процитовано 13 травня 2011.
4. ↑  Проект охорони велетенських альдабрських черепах. Архів оригіналу за 13 липня 2011. Процитовано 13 травня 2011.

| Сейшельські Острови | Це незавершена стаття з географії Сейшельських Островів. Ви можете допомогти проєкту, виправивши або дописавши її. |